# 金若靜
金若靜（1930年—），肅親王善耆的外孫女。

## 生平
1930年出生於北京。1981年赴日，曾任慶應大學國際中心訪問學者、北京大学日本研究中心特別研究員、早稻田大學語言學研究所研究員、櫻美林大學教授等職。現居住於日本東京都。

## 著作
著述有《同じ漢字でも》、《続同じ漢字でも》及翻譯《溥傑自傳》和柏楊《醜陋的中國人》等。